# 張豊猷
張 豊猷（ちょう りゆう、1981年10月22日 - ）は、日本棋院東京本院所属の囲碁棋士。九段。台湾出身、王立誠九段門下。

## 経歴
1997年、15歳で入段。1998年、16歳で第11回世界囲碁選手権富士通杯の本戦まで進出し、話題を呼んだ。
2008年、第34期名人戦で自身初の三大棋戦リーグ入り。
2010年、非公式棋戦の第1回おかげ杯で、決勝戦で大橋拓文四段を破り優勝を達成する。
2013年の第38期碁聖戦では本戦準決勝まで進出するも挑戦者となった河野臨九段に敗退、翌2014年の第39期碁聖戦では本戦決勝まで進出するも、ここでも河野臨九段に敗退 と、あと一歩のところで七大タイトル挑戦手合への出場を逃す。
また、2014年には棋士代表として平田智也三段とともに第1回囲碁電王戦に出場し、9路盤で囲碁ソフト「Zen」と先後を入れ替えて2局対局した。結果は張の2連勝、平田と合わせて計4連勝とし、当時の棋士の優位性を示した。同年には第39期棋聖戦でのリーグ入りも果たしている。
第40-41期棋聖戦ではAリーグに在籍。また、2016年には第63回NHK杯でベスト8、第25期竜星戦でベスト4となっている。
2018年、第1回SGW杯中庸戦（非公式戦）では本戦で3勝1敗の成績を残し3位。

## 人物
- 2010年から、中国や韓国の棋士に勝てるようにと研究会「今研（いまけん）」を主宰している。毎週火曜日に30 - 40人が集まり、一力遼や本木克弥といった第一線で活躍する若手棋士に加え、王銘琬や趙善津、井山裕太といった大御所も参加しているという[13]。
- 趣味は週一回程度ジムに通うというボクシング[14]。

## 棋歴

### 良績
- 1998年 第11回世界囲碁選手権富士通杯本戦出場[1]
- 2008年 第34期名人戦リーグ入り[2]
- 2010年 第1回おかげ杯優勝（非公式棋戦）[3]
- 2013年 第38期碁聖戦 本戦準決勝進出[4]
- 2014年 第39期碁聖戦 本戦決勝進出[5]、第39期棋聖戦リーグ入り[15]

### 受賞歴
- 2012年 棋道賞連勝賞

### 昇段履歴
- 1997年 入段、同年二段
- 1999年 三段
- 2000年 四段
- 2001年 五段
- 2002年 六段
- 2004年 七段
- 2011年 八段
- 2022年12月16日 九段（勝星規定）[16]

### その他
- 2014年 - 2017年 囲碁ナショナルチーム「Go・碁・ジャパン」コーチを担当[17]